# 周鯁生
周 鯁生（しゅう こうせい）は中華民国・中華人民共和国の国際法学者・外交史家・教育者。武漢大学で主に学術活動に従事し、リットン調査団の報告書を厳しく批判したことでも知られる。晩年には中国共産党に加入した。旧名は覧。

## 事績

### 留学時代、民初の活動
塾教師の家庭に生まれる。1900年（光緒26年）、譚延闓が創設した湖南省立第一小学に入学する。成績優秀であったため、1905年（光緒31年）、日本に留学し、早稲田大学で政治経済を学んだ。留学中に中国同盟会に加入している。
帰国後の周鯁生は革命派のために言論活動に従事し、中華民国成立後の1912年（民国元年）1月、譚延闓が漢口で創刊した『民国日報』で李剣農と共に編輯（編集者）に任ぜられた。翌年の第二革命（二次革命）で革命派の言論機関として北京政府に弾圧、閉鎖され、周は上海から国外へ逃れた。周はまずイギリスに赴き、エディンバラ大学で政治経済を学び、修士号を取得している。次いでフランスに渡ってパリ大学で法学を学び、法学博士号を取得した。留学中の1919年に五四運動が勃発すると、周は留学生のデモに参加している。
1921年（民国10年）に周鯁生は帰国し、商務印書館に入社して編輯となった。翌年、蔡元培の招聘に応じ、北京大学政治系教授に就任している。この間、教学のほか、国際法や外交史の研究に専念した。1924年（民国13年）末からは、不平等条約改正運動に参加し、『不平等条約十講』という書を出版するなどしている。1926年（民国15年）2月、広州に赴いて広東大学の中山大学への改組に従事した。翌年3月、南京の東南大学（後の国立中央大学の一部）で教授・政治系主任に任ぜられている。その後、国民政府から憲法制定事務に招聘されたが、蔣介石の政治姿勢に反発し、数か月で辞任した。

### 武漢大学での活動
1929年（民国18年）9月、周鯁生は武漢大学に招聘されて教授となる。武漢大学でも国際法、外交史研究に取り組んで『国際法大綱』、『近代欧洲外交史』などの著書を刊行し、『東方雑誌』などの雑誌でも論文を次々と発表した。
1931年（民国20年）の満州事変（九・一八事変）が勃発、その翌年10月に国際連盟が派遣したリットン調査団が報告書を公表すると、周鯁生は「東省事件と国際連盟」と題した論文を発表した。その中で周は、リットン調査団の報告書はイギリス･フランスなどの強国に都合が良いように取りまとめられたものであり、日本に対して無力な国際連盟に中国国民は失望している旨を記述し、調査団を厳しく批判した。翌年には、「いわゆる満州国の承認問題について」という論文を発表している。
1935年（民国24年）1月、周鯁生は武漢大学法科研究所主任に昇進し、10月には同大学法律系主任となった。翌年、同大学教務長を兼任している。1939年からは数年にわたってアメリカへ研究に赴いた。1945年4月、国際連合創設のためのサンフランシスコ会議に中国代表団顧問として参加している。同年夏に周は帰国し、武漢大学校長に任命された。まもなく国共内戦が勃発すると、周はこれに反対する姿勢を示し、反内戦の学生運動にも同情・理解を示している。
中華人民共和国建国後も、周鯁生はそのまま武漢大学校長の地位に留められている。その他にも、中南軍政委員会委員兼文教委員会副主任に任ぜられた。その後も外交部顧問、外交学会副会長、全国人民代表大会代表（第1～3期）、第3期全人代法案委員会副主任委員を歴任している。1956年、中国共産党に加入した。
1971年4月20日、北京市にて病没。享年83（満82歳）。